# 科爾帕尼山
16°12′54″S 68°16′20″W / 16.21500°S 68.27222°W
科爾帕尼山（Qullpani），是玻利維亞的山峰，位於該國西部拉巴斯省的洛斯安地斯省，處於胡里庫塔湖以南，屬於安第斯山脈中玻利維亞瑞阿爾山脈的一部分，海拔高度4,926米。